# Казанцев, Василий Александрович
Василий Александрович Казанцев (24.02.1918 — 14.08.1993) — командир отделения сапёрного взвода 84-го гвардейского стрелкового полка (33-я гвардейская стрелковая дивизия, 2-я гвардейская армия, 1-й Прибалтийский фронт) гвардии рядовой, участник Великой Отечественной войны, кавалер ордена Славы трёх степеней.

## Биография
Родился 24 февраля 1918 года в селе Савиново Ялуторовского уезда Тобольской губернии, ныне Юргинского района Тюменской области, в семье крестьянина. Русский..
Образование начальное. Работал трактористом Североплетнёвской МТС Юргинского района.
В 1938-1940 годах проходил срочную службу в Красной армии. После увольнения в запас работал мастером подсочки леса в химлесхозе «Коммунар».
В июне 1941 года по мобилизации был вновь призван в армию Ярковским райвоенкоматом (тогда Омской области). Был направлен воздушно-десантный корпус, до весны вёл боевую учёбу и подготовку. К маю 1942 года находился на Таманском полуострове. В мае 1942 года на базе корпуса была сформирована 33-я гвардейская стрелковая дивизия. В составе сапёрного взвода 84-го гвардейского стрелкового полка этой дивизии гвардии рядовой Казанцев прошёл весь боевой путь.
В конце июня 1942 года дивизия была отправлена в район Сталинграда. Боевое крещение получил в боях под городом Калач-на-Дону. Выходил из окружения, сражался на подступах в Сталинграду, в отражении контрудара группировки Манштейна из района Котельниково в декабре 1942 года.
В дальнейшем воевал на Южном и 4-м Украинском фронтах. Участвовал в освобождении Донбасса и Крыма.
5 мая 1944 года в боях на подступах к городу Севастополь (Крым) гвардии рядовой Казанцев под сильным огнём противника сделал 2 прохода в проволочных заграждении по 10-12 метров, чем обеспечил успешное продвижение стрелковых подразделений и захват укреплённого рубежа противника.
Приказом по частям 33-й гвардейской стрелковой дивизии от 15 мая 1944 года (№ 26/н) гвардии рядовой Казанцев Василий Александрович награждён орденом Славы 3-й степени.
В мае-июне 1944 года 33-я гвардейская стрелковая дивизия в составе 2-й гвардейской армии была передислоцирована в Смоленскую область. С 20 мая находилась в резерве Ставки ВГК, принимала участие в Вильнюсской операции. В июле была передана в состав 1-го Прибалтийского фронта. Здесь дивизия участвовала в Шяуляйской наступательной операции, затем отражала контрудары противника западнее и северо-западнее Шяуляя. В октябре участвовала в Мемельской наступательной операции. В этих боях гвардии рядовой Казанцев заслужил ещё два боевых ордена.
2 августа 1944 года после форсирования реки Дубиса и занятия села Горды (25 км юго-западнее города Шяуляй, Литва) в бою за плацдарм гвардии рядовой Казанцев вместе с 2 бойцами под огнём заминировал танкоопасные места и дороги, идущие от города Шяуляй на город Тильзит (Восточная Пруссия, ныне Советск Калининградской области) и от населённого пункта Пошавши на город Куртувенай (Литва), что позволило удержать плацдарм в наших руках. 9 августа, действуя в передовом отряде юго-западнее города Шяуляй, во время боя заминировал поле на танкоопасном направлении и разминировал дорогу для наступления стрелкового батальона.
Приказом по войскам 2-й гвардейской армии от 12 сентября 1944 года (№ 78/н) гвардии рядовой Казанцев Василий Александрович награждён орденом Славы 2-й степени.
9 октября 1944 года в боях при форсировании реки Юра (в районе города Кельме, Литва) гвардии рядовой Казанцев, командуя отделением, под огнём противника вместе с бойцами разминировал подступы к реке, сделав 3 прохода в минных полях и обезвредив при этом 50 противотанковых и 123 противопехотные мины. Был ранен, осколок мины пробил кисть правой руки, но продолжал выполнять боевую задачу.
Был направлен на излечение в тыловой госпиталь. Это было третье ранение за войну, наиболее тяжёлое, плюс контузия. На фронт больше не вернулся.
Указом Президиума Верховного Совета СССР  от 24 марта 1945 года гвардии рядовой Казанцев Василий Александрович награждён орденом Славы 1-й степени. Стал полным кавалером ордена Славы.
В марте 1946 года был демобилизован.
Старшина в отставке (1968). Жил в посёлке Новый Тап Юргинского района. Работал слесарем в вагонном парке, диспетчером узкоколейной железной дороге Таповского леспромхоза. В 1982 году переехал в город Тюмень.
Скончался 14 августа 1993 года.

## Награды
- Орден Отечественной войны I степени (11.03.1985)[3]
- Орден Славы 1-й (24.03.1945)[2][4], 2-й (12.09.1944)[5] и 3-й (15.05.1944)[2][6] степеней

- медали, в том числе:
  - «В ознаменование 100-летия со дня рождения Владимира Ильича Ленина» (6 апреля 1970)
  - «За победу над Германией» (9 мая 1945[7])
  - «20 лет Победы в Великой Отечественной войне 1941—1945 гг.» (7 мая 1965[8])
  - «30 лет Победы в Великой Отечественной войне 1941—1945 гг.»[9]
  - Медаль «Сорок лет Победы в Великой Отечественной войне 1941-1945 гг.»[10]
  - Медаль «За оборону Сталинграда» (1943)
  - «Ветеран труда»
  - «30 лет Советской Армии и Флота»[11]
  - «40 лет Вооружённых Сил СССР»[12]
  - «50 лет Вооружённых Сил СССР» (26 декабря 1967[13])
  - «60 лет Вооружённых Сил СССР» (28 января 1978[14])

- Знак «25 лет победы в Великой Отечественной войне» (1970)

## Память
В городе Тюмень на доме где жил ветеран (Немцова, 41) установлена мемориальная доска.